# 桑吉内
桑吉内（法語：Sanguinet，法語發音：[sɑ̃ɡinɛ]）是法国朗德省的一个市镇，位于该省西北部，属于蒙德马桑区。桑吉内靠近卡佐-桑吉内湖。是法国西南重要的度假区之一，自21世纪以来人口数量急剧上升。

## 地理
桑吉内（44°29'4"N, 1°4'27"W）面积81.43 平方千米，位于法国新阿基坦大区朗德省，该省份为法国西南部沿海省份，是法國本土面积第二大的省，北起吉倫特省，西临大西洋，南至大西洋比利牛斯省，东临热尔省，东北与洛特-加龍省接壤。
与桑吉内接壤的市镇（或旧市镇、城区）包括：居让-梅斯特拉斯、吕戈斯、萨勒、勒泰什、拉泰斯特德比什、比斯卡羅斯、米奥斯、伊舒克斯、博恩地区帕朗蒂斯。

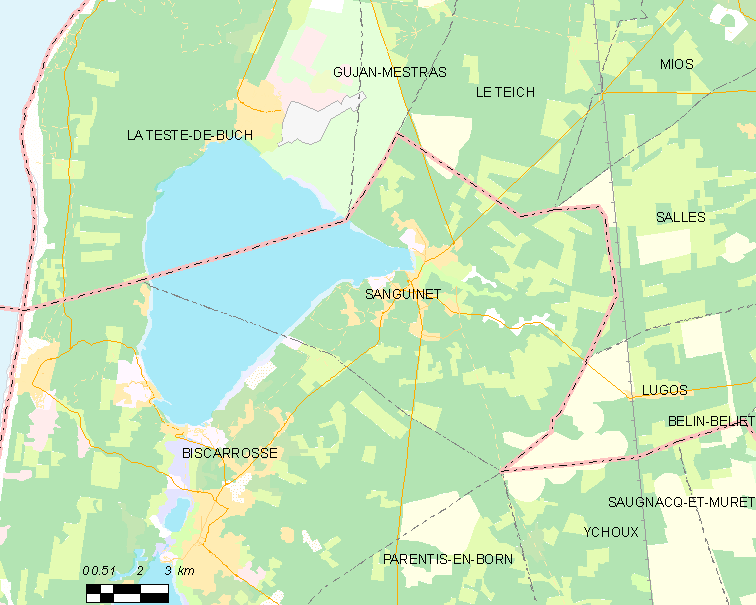
桑吉内的OSM定位图

桑吉内的时区为UTC+01:00、UTC+02:00（夏令时）。

## 行政
桑吉内的邮政编码为40460，INSEE市镇编码为40287。

## 政治
桑吉内所属的省级选区为大湖县。

## 人口

1962-2008年间桑吉内人口变化图示

桑吉内于2022年1月1日时的人口数量为4662人。